# Rozmieszczenie ludności
Artykuł opisuje rozmieszczenie ludności na świecie oraz czynniki wpływające na to rozmieszczenie.
Zróżnicowanie rozmieszczenia ludności związane jest z:
- wydarzeniami historycznymi, kolonizacją bądź też wojną
- ze środowiskiem naturalnym, czyli warunkami klimatycznymi, glebowymi, odległością od morza oraz ukształtowaniem terenu, czyli z szerokością geograficzną
- ekonomicznym rozwojem państw.

Stąd też pewne obszary są bardziej atrakcyjne od innych. Strefa umiarkowana i podzwrotnikowa zapewniają optymalne warunki dla rozwoju osadnictwa. Natomiast klimat suchy i gorący wpływa na obniżenie deficytu wody. Dlatego na tych obszarach obserwujemy mniejsze osiedlanie się ludności, bądź też jej brak. Również tereny górskie nie sprzyjają osadnictwu, ponieważ utrudniają zakładanie miast i rozwój rolnictwa.

## Czynniki wpływające na liczbę ludności
- urodzenia – najwyższe współczynniki obserwujemy w Azji, Afryce, Ameryce Południowej, niskie zaś są charakterystyczne dla Europy
- zgony – kraje o wysokim współczynniku zgonów to np. Niger, Angola, Afganistan, natomiast najdłużej żyją mieszkańcy Europy Zachodniej czy Japonii
- katastrofy, klęski żywiołowe, wojny – najbardziej dotykają Afrykę

## Czynniki przyczyniające się do zwiększenia osadnictwa
- żyzne gleby (np. wulkaniczne i czarnoziemy) – sprzyjają uprawie ziemi, co pozwala na wyżywienie większej liczby mieszkańców
- dostęp do wody – na potrzeby komunalne, rolnicze, przemysłowe
- ukształtowanie terenu – najkorzystniejsze są tereny nizinne
- przemysł i złoża
- występowanie miast
- dostęp do morza
- szlaki handlowe
- porty i bazy przeładunkowe
- połączenia rzeczne, kolejowe, drogowe, morskie i lotnicze

## Bariery ograniczające osadnictwo
- bariera wodna – brak wody (np. pustynie) lub jej nadmiar (np. bagna)
- bariera świetlna – za mało światła słonecznego (np. noce polarne) lub za dużo (np. w obszarach zwrotnikowych)
- bariera termiczna – za zimno (np. mrozy na Syberii) lub za gorącą (np. upały w Amazonii)
- bariera grawitacyjna – np. zbyt strome stoki
- bariera wysokościowa – położenie terenu za wysoko nad poziomem morza (gdzie np. ciśnienie jest bardzo niskie)

## Obszary intensywności oddziaływania człowieka
- ekumeny – obszary stale zamieszkiwane i wykorzystywane gospodarczo przez człowieka
- subekumeny – obszary częściowo zamieszkane przez człowieka lub tylko wykorzystywane gospodarczo
- anekumeny – tereny nie zamieszkane na stałe i nie wykorzystywane gospodarczo przez człowieka

## Rozmieszczenie ludności
Powierzchnia wszystkich lądów (naturalnego siedliska człowieka) wynosi ok. 150 mln km². Liczba ludności to ok. 7,2 mld.. Gęstość zaludnienia wynosi więc ok. 45 osób na km². Najwięcej ludzi zamieszkuje Azję (60,6%), następnie Afrykę (13,8%), Europę (11,4%), Amerykę Północną (8,6%), Amerykę Południową (5,1%), Australię i Oceanię (0,5%), Antarktydę (0%). Części świata o największej gęstości zaludnienia to kolejno: Azja (90 osób/km²), Europa (70 osób/ km²), Ameryka Południowa (32 osoby/km²), Afryka (31 osób/km²), Ameryka Północna (14 osób/km²), Australia i Oceania (4 osoby/km²), Antarktyda (0 osób/km²)
Najgęściej zaludnione obszary to: delta Gangesu/Brahmaputry, Chiny wschodnie, Półwysep Indyjski, Europa Zachodnia, Europa Środkowa, północno-wschodnie Stany Zjednoczone, wybrzeże zatoki La Plata, wschodnie i północno-wschodnie wybrzeże Brazylii, dolina i delta Nilu oraz wyspy Wielka Brytania, Jawa, Honsiu, Kiusiu, Sikoku, Tajwan, Luzon.
Najrzadziej zaludnione obszary to: Antarktyda, Grenlandia, północna Kanada, Syberia, Patagonia, zachodnia Brazylia, zachodnia Australia, Wyżyna Tybetańska.
Najgęściej zaludnione kraje świata (nie licząc miast-państw i małych krajów wyspiarskich) to: Bangladesz, Tajwan, Korea Południowa i Japonia.
Najrzadziej zaludnione kraje świata to: Mongolia, Namibia, Australia i Surinam

## Ogólne prawidłowości rozmieszczenia ludności
- ludność zamieszkuje w większości tereny nizinne (ponad 50% ludności zamieszkuje na terenach położonych poniżej 200 m n.p.m., a ok. 80% ludności zamieszkuje tereny znajdujące się poniżej 500 m n.p.m., mimo że zajmują one tylko 16% powierzchni lądu)
- tereny aktywne wulkanicznie są gęsto zaludnione ze względu na żyzne gleby
- ludność skupia się na wybrzeżach mórz i oceanów (ok. 30% ludności mieszka w strefie położonej 50 km od wybrzeża, a 50% ludności zamieszkuje strefę położoną do 200 km od morza, która stanowi tylko 16% powierzchni lądów)
- wraz z wysokością bezwzględną maleje liczba ludzi (95% ludzi mieszka poniżej 1000 m n.p.m., a powyżej 5000 m n.p.m. nie ma żadnego stałego osiedla)
- na terenach o wyższych względnych wysokościach (w skali regionalnej) liczba ludzi jest większa
- najkorzystniejszymi dla osadnictwa strefami klimatycznymi są strefa umiarkowana i podzwrotnikowa (w tych strefach mieszka ok. 75% ogółu ludności)

## Urbanizacja
Miasta są obszarami o największej koncentracji ludności. Większość ludności na świecie to mieszkańcy miast. Najsilniej zurbanizowaną częścią świata jest Europa. Silnie zurbanizowane są też obie Ameryki i Australia. Najbardziej zurbanizowane kraje w Afryce i Azji to: Libia, Gabon, Arabia Saudyjska, Korea Południowa, Zjednoczone Emiraty Arabskie. Najmniej zurbanizowane kraje świata to: Etiopia, Uganda, Burkina Faso, Nepal, Bhutan i Kambodża. Czasami w danym kraju może występować zjawisko hipertrofii stolicy, czyli koncentracji ogromnej części ludności kraju w jednym mieście (stolicy). Przykładami państw, gdzie takie zjawisko występuje, są: Argentyna (ok. 40 mln mieszkańców/Buenos Aires ok. 13 mln), Grecja, Urugwaj czy Węgry.